# Fellatio

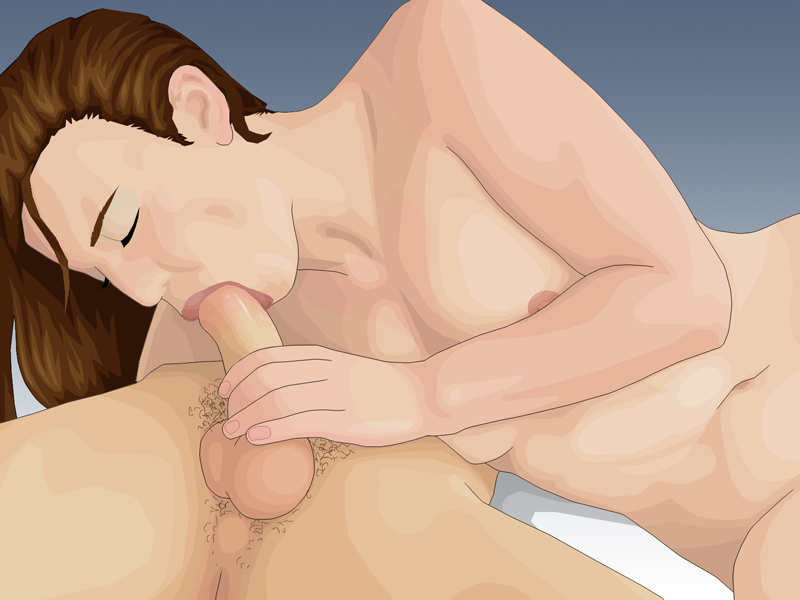
Oralna stymulacja członka przez kobietę

Fellatio (łac.fellare ssać) – metoda seksu oralnego polegająca na stymulowaniu narządów płciowych (penisa i moszny) mężczyzny za pomocą ust, warg bądź języka.

## Rozpowszechnienie
Dla wielu osób seks oralny stanowi temat tabu. Niektórym fellatio wydaje się czynnością upokarzającą i aktem dominacji ze strony mężczyzny, co może być związane z przyjmowaniem pozycji klęczącej przed rozpoczęciem. Stosunki oralne stanowią jednak normalne zachowanie seksualne, o ile dochodzi do nich bez wywierania presji, między dojrzałymi osobami. Seks oralny według raportu Kinseya uprawiało 60% badanych osób. Według badań Zbigniewa Izdebskiego z 2005 r. odsetek ten wynosił w Polsce 49%, natomiast w badaniu z 2010 r. wzrósł do 81,4% u kobiet i 83,8% u mężczyzn. Seks oralny to aktywność seksualna, która czasami może wiązać się z połykaniem nasienia.

## Znaczenie w kulturze

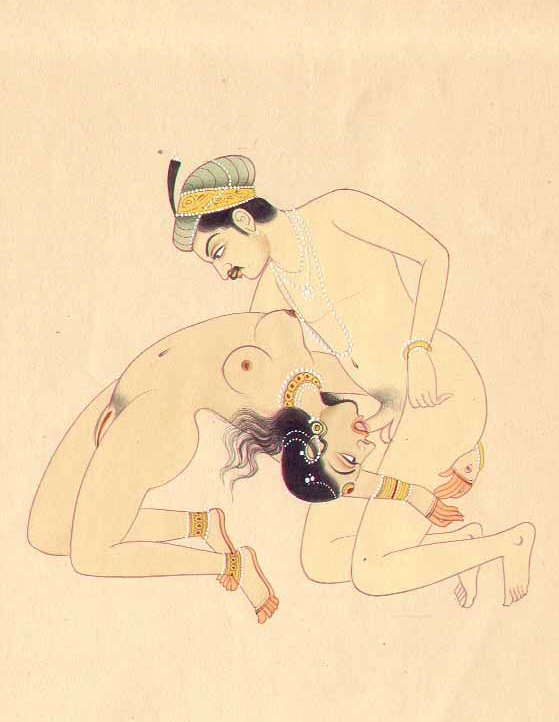
Fellatio na ilustracji do Kamasutry

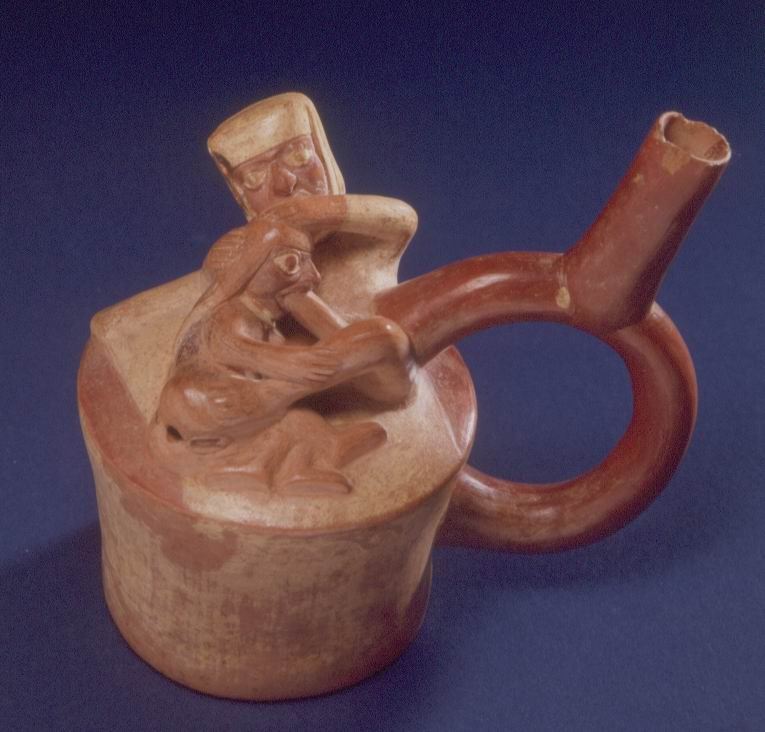
Wyrób ceramiczny kultury Mochica z 300 r. Ze zbiorów Muzeum Larco w Limie

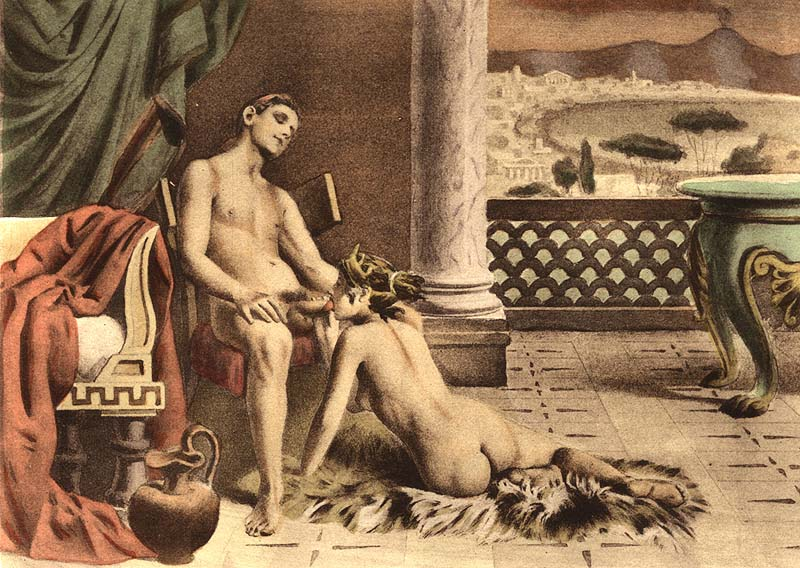
Ilustracja Édouarda-Henriego Avrila

Prawdopodobnie opis stosunku oralnego jako pierwszy podał archaiczny poeta i dziś prawie zapomniany Archiloch z Paros.
W starożytnej Grecji fellatio było nazywane grą na flecie; w Kamasutrze osobny rozdział poświęcony jest auparisztaka.
Galienus nazywał fellatio słowem lesbiari, pochodzącym od wyspy Lesbos, której mieszkanki miały być pierwszymi wprowadzającymi praktykę używania ust do sprawiania satysfakcji seksualnej.
Indyjska Kamasutra, pochodząca z pierwszych wieków naszej ery, w części poświęconej seksowi oralnemu szczegółowo opisuje fellatio i tylko kilkakrotnie napomina o cunnilingus. Według Kamasutry fellatio stanowiło czynność, którą trudnili się eunuchowie (lub według innych tłumaczeń homoseksualiści lub transseksualiści), podobnie jak współcześni indyjscy hidźrowie, używający swoich ust jako substytutu dla żeńskich genitaliów. Autor Kamasutry wspomina też, że praktyka ta jest wykonywana przez „niecnotliwe kobiety”, pisze też o szeroko rozpowszechnionej tradycji, nakazującej uważać fellatio za praktykę degradującą i nieczystą, której wykonawcy są unikani jako potencjalni partnerzy w wielu regionach kraju. Pisarz zdaje się zgadzać do pewnego stopnia z tymi tezami, gdyż pisze, że „mędrzec” nie powinien angażować się w tę formę stosunków seksualnych, choć uznaje, że w niektórych przypadkach może ona być dopuszczalna.
Historyk religijny Mircea Eliade pisze o pragnieniu przekraczania starości i śmierci i osiągnięcia stanu nirwany w hinduistycznej praktyce tantry. W jodze tantrycznej akcent kładziony jest na utrzymywanie i wchłanianie życiodajnych płynów, a teksty w sanskrycie opisują zakaz wydzielania nasienia pod groźbą prawa czasu i śmierci.
Kultura islamu wymienia jako zabronione jedynie dwie formy seksu małżeńskiego: seks analny oraz seks uprawiany podczas menstruacji. Stosunek muzułmanów wobec seksu oralnego jest przedmiotem sporów współczesnych uczonych islamu. W terminologii muzułmańskiej praktyka ta nie jest uznawana za haram (zabronione), ale przez część uważana za makruh (niepożądane).
W kulturze Mochica starożytnego Peru oddawano cześć życiu codziennemu, w tym aktom seksualnym. Fellatio było przedstawiane na wyrobach ceramicznych.

## Kwestie zdrowotne
Jako forma kontaktu seksualnego fellatio niesie ze sobą możliwość zarażenia się chorobami przenoszonymi drogą płciową. Zwłaszcza połykanie spermy stwarza ryzyko zarażenia HIV oraz klasycznymi chorobami płciowymi jak kiła czy rzeżączka, przede wszystkim dla strony aktywnej. Należy przestrzegać zasad bezpiecznego seksu, aby zminimalizować ryzyko infekcji. Jako prewencja przeciwko HIV zalecane jest użycie prezerwatywy czy zadbanie o brak kontaktu ust z nasieniem. Możliwość zarażenia się wirusem HIV poprzez preejakulat lub ślinę naukowcy określają jako niewielką. Do ochrony przed innymi chorobami należy jednak użyć prezerwatywy.
Wyniki badań naukowców z Uniwersytetu Johnsa Hopkinsa sugerują, że uprawianie seksu oralnego bez zabezpieczenia zwiększa ryzyko zarażenia wirusem brodawczaka ludzkiego (HPV), które zwiększa ryzyko zachorowania na raka jamy ustnej. Zakażenia wirusem brodawczaka przekładają się także na większe ryzyko raka gardła.

## Fellatio u innych gatunków
Nietoperze Cynopterus sphinx uprawiają fellatio w czasie parzenia. Pary kopulują dłużej, jeśli samica liże prącie samca.